# Reddereitz

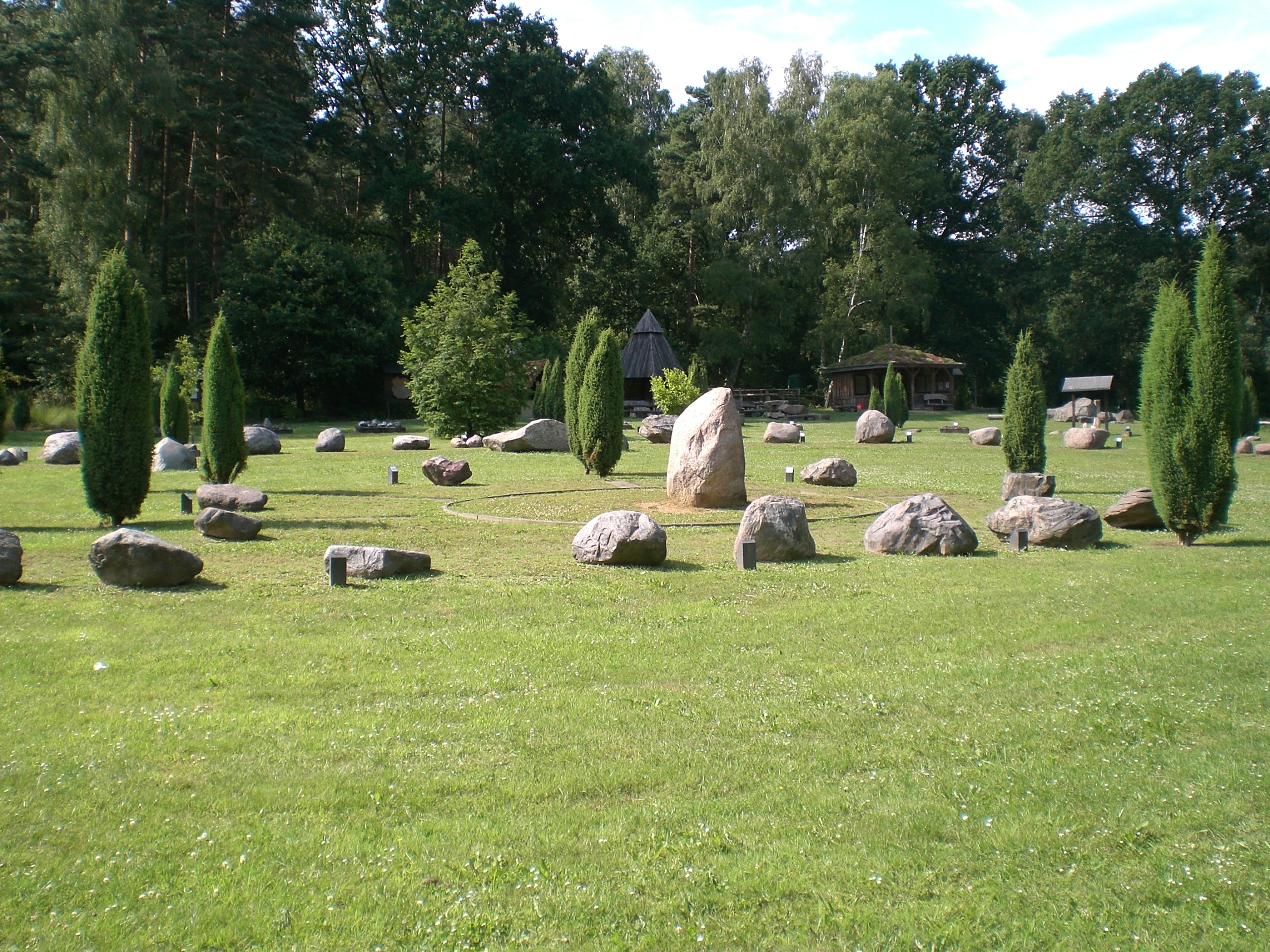
Findlingspark bei Reddereitz

Reddereitz ist ein Ortsteil der Gemeinde Clenze im niedersächsischen Landkreis Lüchow-Dannenberg.  

## Lage
Das Dorf liegt 4 km nordwestlich vom Kernbereich von Clenze.  
Direkt ans Dorf anschließend befindet sich Kloster und etwa zweihundert Meter westlich Gohlefanz.

## Sehenswürdigkeiten
Bei Reddereitz befinden sich zwei Megalithgräber (siehe Großsteingräber bei Reddereitz, Nr. 736 und 737) und südöstlich vom Ort an der K 24 ein geologischer Steingarten, ein sogenannter Findlingspark.

## Geschichte
Am 1. Juli 1972 wurde Reddereitz in die Gemeinde Clenze eingegliedert.